# Ktheju tokës
Ktheju tokës (sv. återvänd till landet) är en låt på albanska framförd av sångerskan Jonida Maliqi. Låten är skriven och komponerad av Eriona Rushiti. Med låten deltog Maliqi i december 2018 i Festivali i Këngës 57, Albaniens uttagning till Eurovision Song Contest 2019. Hon tog sig till finalen, som hon vann och bidraget representerade därmed Albanien i Eurovision Song Contest 2019.

## Bakgrund
Låten släpptes 10 december 2018. Låten handlar om den albanska migrationen, vilket framgår av låtens refräng: "Ktheju tokës tënde" (sv.återvänd till ditt land), och ansågs av albansk media som ett av favoritbidragen att ta hem festivalen. Bidraget blev Maliqis nionde bidrag i Festivali i Këngës, som hon senast ställde upp i 2007. Bidraget framfördes för första gången under Festivali i Këngës första kväll 20 december där bidraget framfördes tillsammans med RTSH:s orkester. Under den andra kvällen dagen därpå framfördes bidraget med musiken playback samt med ett framträdande tänkt för Eurovision. Efter de första kvällarna stod det klart att Maliqi med bidraget tog sig till tävlingens final som hölls 22 december. I finalen deltog 14 artister och Maliqi gick ut som 5:e bidrag. Efter att juryn avlagt sina röster stod det klart att Maliqi vunnit tävlingen. Bidraget fick högsta poäng av fem av de nio jurymedlemmarna och vann på 228 poäng, 9 poäng före andraplacerade Lidia Lufi. Därmed kommer "Ktheju tokës" att representera Albanien i Eurovision Song Contest 2019.

## Ny version
Efter segern av Festivali i Këngës meddelade Maliqi att bidraget ämnades att behållas på albanska till Eurovision.. Efter framgångarna med "Mall" som på albanska slutade på 11:e plats i Eurovision Song Contest 2018 valde man att behålla även "Ktheju tokës" på albanska. 
Eftersom låten ursprungligen var för lång för att kunna delta i Eurovision spelades en ny, uppdaterad, version in vid Svenska Grammofonstudion i Göteborg. Vid produktionen av den nya versionen av låten medverkade även låtskrivaren Sokol Marsi och Enis Mullaj. Den nya versionen släpptes tillsammans med en officiell musikvideo 10 mars 2019.
Inför tävlingen sökte Maliqi politiskt stöd hos Tiranas borgmästare Erion Veliaj samt turistminister Bledi Klosi.
Bidraget framfördes vid den andra semifinalen av Eurovision Song Contest den 16 maj 2019. Det tog sig vidare till final, där det kom på 17:e plats med 90 poäng.